# Charles Ullens
Jonkheer Charles Marie Joseph Aloïs Ullens (Antwerpen, 20 december 1854 – aldaar, 13 april 1908) was een Belgisch advocaat en politicus.

## Biografie

### Familie
jonkheer Charles Ullens was een telg uit de familie Ullens. Hij was een zoon van Herman Ullens (1825-1895), burgemeester van Mortsel, en Stéphanie Le Révérand (1833-1894). Hij trouwde in 1893 in Nieuwerkerken met barones Isabelle Whettnall (1868-1901), dochter van baron Edmond Whettnall, burgemeester van Nieuwerkerken, provincieraadslid van Limburg en senator, en gravin Nathalie d'Oultremont. Ze kregen drie zoons en een dochter.
- Antoine Ullens de Schooten Whettnall (1895-1973), privésecretaris van de eerste minister, plaatsvervangend rechter in de rechtbank van eerste aanleg van Brussel en secretaris-generaal van de Belgische delegatie op de Wereldtentoonstelling van 1929 in Barcelona, trouwde in 1944 in Lamontzée met Simone de Brouchoven de Bergeyck (1909-1975), kleindochter van graaf Florimond de Brouchoven de Bergeyck. Het huwelijk bleef kinderloos. In 1969 werd hem de titel baron toegekend, overdraagbaar bij eerstgeboorte.
- Jean Ullens de Schooten Whettnall (1897-1950), buitengewoon gezant en gevolmachtigd minister, trouwde in 1926 in Elsene met Marie-Thérèse Wittouck (1905-1989), dochter van Frantz Wittouck, industrieel. Ze kregen twee zoons en twee dochters, onder wie baron Guy Ullens de Schooten Whettnall, met afstammelingen tot heden.
- Édouard Ullens de Schooten Whettnall (1898-1991), ambassadeur, trouwde in 1943 in Tavier met gravin Alix d'Oultremont (1915-2007), dochter van graaf Joseph d'Oultremont, burgemeester van Tavier en voorzitter van de Koninklijke Belgische Hockey Bond en de Koninklijke Belgische Voetbalbond. Ze kregen twee zoons en twee dochters, met afstammelingen tot heden. Hij werd in 1969 baron, overdraagbaar bij eerstgeboorte.

Hij werd vaak 'Ullens de Schooten Whettnall' genoemd, hoewel het pas zijn zonen waren die, na zijn dood, in 1912 officiële toelating kregen om aan hun naam 'de Schooten' toe te voegen en om er in 1928 ook nog 'Whettnall' bij te voegen.

### Loopbaan
Ullens promoveerde tot doctor in de rechten en werd advocaat. Hij was van 1884 tot 1887 lid en van 1885 tot 1886 secretaris van de provincieraad van Antwerpen en gemeenteraadslid van Schoten van 1895 tot 1900.
Hij was lid van Kamer van volksvertegenwoordigers voor het arrondissement Antwerpen van 14 juni 1892 tot 27 mei 1900.
Hij was bestuurder van de Charbonnages réunis de la Concorde en van de Charbonnage de Baudour. 